# Leira
Leira is een plaats in de Noorse gemeente Nord-Aurdal, provincie Innlandet. Leira telt 788 inwoners (2007) en heeft een oppervlakte van 1,22 km².